# Pão de centeio

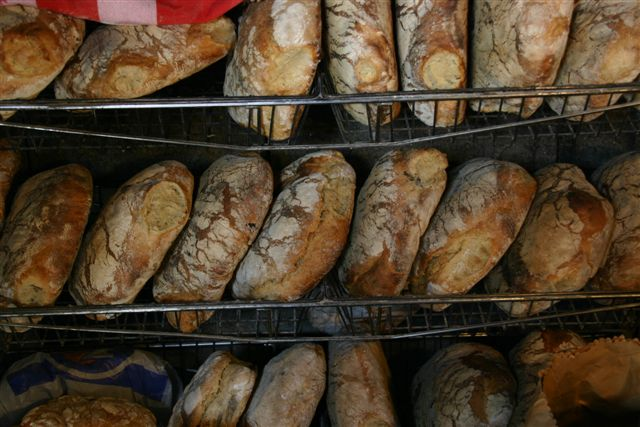
Pão de centeio de Chaves

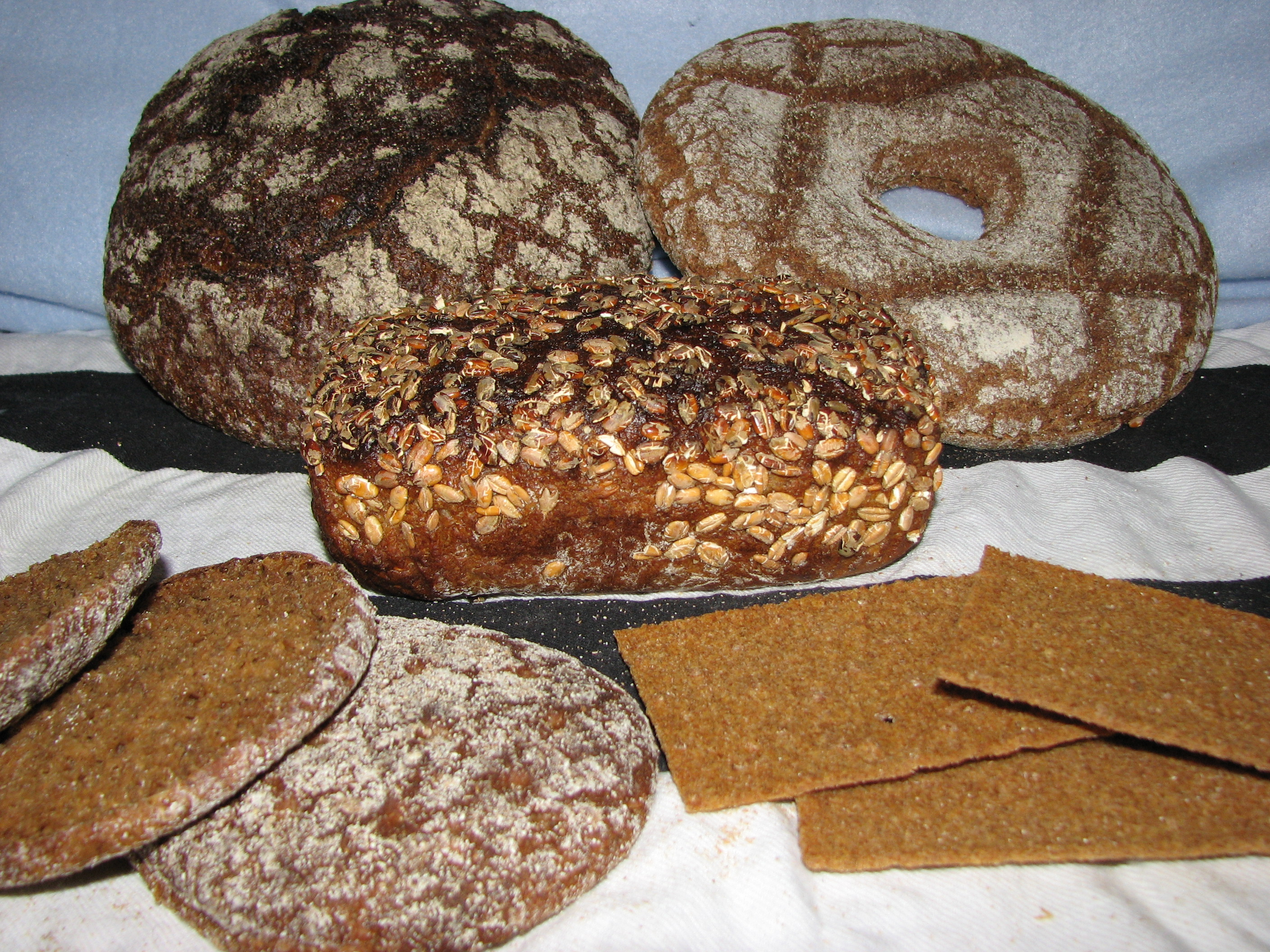
Cinco tipos de pão de centeio da Finlândia

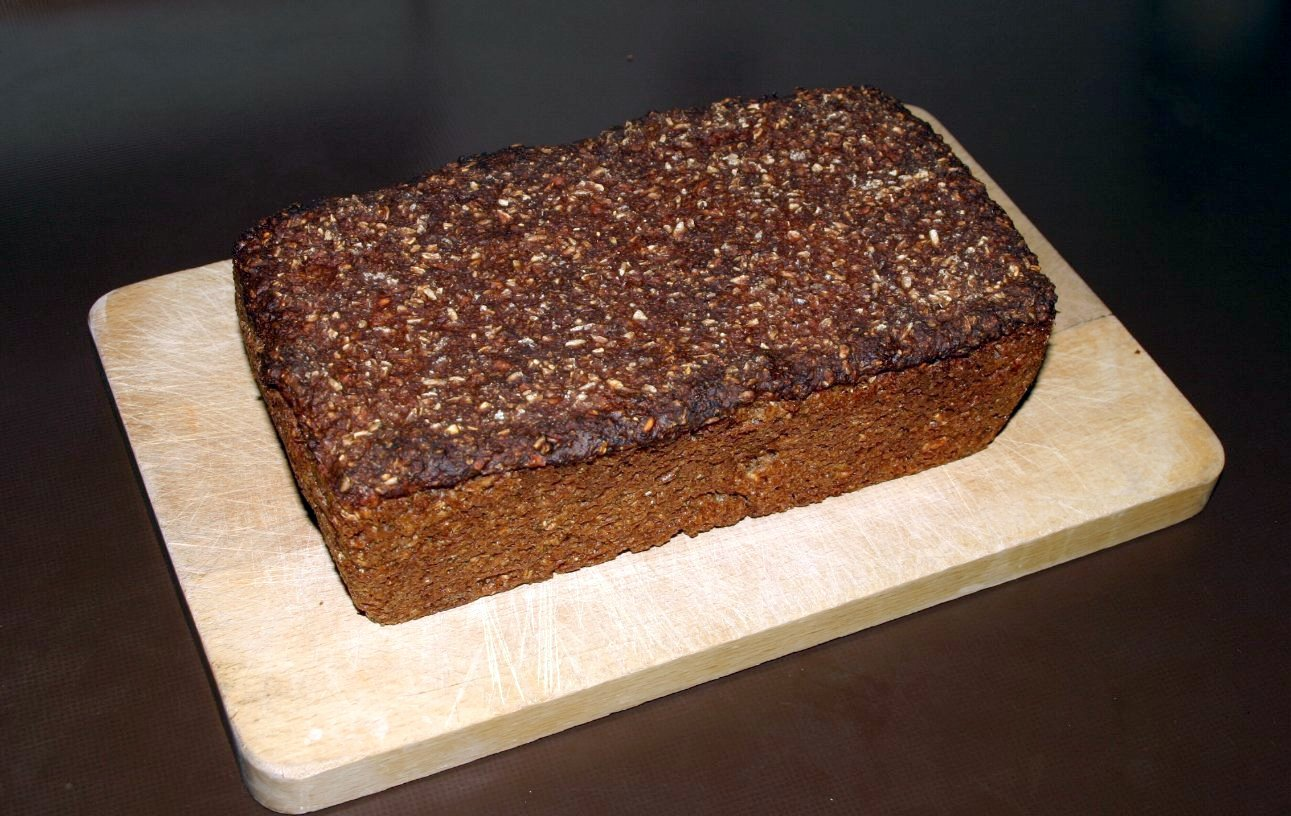
Rugbrød: pão de centeio dinamarquês.

Pão de centeio é um tipo de pão que tem como matéria-prima o cereal centeio.
Em Portugal, o pão de centeio é fruto de uma respeitável tradição popular. Em Trás-os-Montes (mais especificamente em Chaves), Beira Interior e outras regiões, o pão tradicional é frequentemente feito com farinha de centeio. Em regiões onde os terrenos eram mais pobres cultivou-se a semente do centeio.
Durante séculos, em Portugal, comia-se este pão diariamente. Com a industrialização, o pão branco, mais macio, fez praticamente desaparecer os fornos tradicionais. É comum encontrar-se os fornos comunitários caídos e os fornos particulares abandonados. Com a chegada da era do turismo nos espaços rurais, esta tendência parece conhecer um revés.
Entre os produtos típicos em cada região, há sempre um pão, neste caso o pão de centeio, amassado à mão e cozido em forno de lenha, condições que tornam o alimento muito saboroso.
O pão era, antigamente, assado (no Brasil diz-se que o pão é assado, em Portugal diz-se que o pão é cozido) em fornos particulares ou comunitários, para ser consumido durante aproximadamente duas semanas. O forneiro aquecia o forno, tratava da lenha, deitava o pão, e cuidava dele durante o processo de cozedura. Seu trabalho era pago em género: ficava com um pão pelo seu trabalho ("poia" era o nome dado a esse pagamento).

## Norte da Europa
O pão de centeio (rågbröd em língua sueca) é um dos tipos de pão mais comuns no norte e leste da Europa, uma vez que aquele cereal cresce facilmente nos terrenos e clima da região. Há muitas variantes deste pão e a receita que segue, em que o pão é coberto com sementes de alcaravia antes de assar, dá-lhe um aspecto e um sabor especiais.
Ativar levedura com água morna e açúcar mascavado; misturar leite e manteiga derretida, melaço e mais açúcar mascavado e uma pitada de sal; juntar farinha de centeio e de trigo até obter uma bola que não se pega aos lados do recipiente onde se fez a mistura. Deixar levedar numa tigela untada e coberta com um pano, até o volume duplicar. Formar pães para cozer em formas, ou pãezinhos; nos que forem assar em formas, untar e cobrir o interior da forma com sementes de alcaravia; para os pãezinhos, colocá-los num tabuleiro de ir ao forno e cobri-los abundantemente de alcaravia. Deixar aumentar de novo e assar em forno médio durante 20 (os pãezinhos) ou 30 minutos, os de forma.